# Hungarian International 1980
Die Hungarian International 1980 im Badminton fanden am 1. und 2. November 1980 in Budapest statt. Es war die fünfte Auflage dieser internationalen Meisterschaften von Ungarn im Badminton.

## Sieger und Platzierte
| Disziplin    | Gold                              | Silber                      | Bronze                          |
| ------------ | --------------------------------- | --------------------------- | ------------------------------- |
| Herreneinzel | Michal Malý                       | Rolf Heyer                  | Bernd Wessels                   |
| Herreneinzel | Michal Malý                       | Rolf Heyer                  | Dipak Tailor                    |
| Dameneinzel  | Helen Troke                       | Diane Simpson               | Erzsébet Németh                 |
| Dameneinzel  | Helen Troke                       | Diane Simpson               | Ildikó Vígh                     |
| Herrendoppel | Duncan Bridge Dipak Tailor        | Ulrich Rost Bernd Wessels   | Rolf Heyer Joachim Schulz       |
| Herrendoppel | Duncan Bridge Dipak Tailor        | Ulrich Rost Bernd Wessels   | Karel Lakomý Michal Malý        |
| Damendoppel  | Monika Cassens Angela Michalowski | Diane Simpson Helen Troke   | Gizella Fábián Éva Varga        |
| Damendoppel  | Monika Cassens Angela Michalowski | Diane Simpson Helen Troke   | Zsuzsa Diószegi Ildikó Vígh     |
| Mixed        | Edgar Michalowski Monika Cassens  | Duncan Bridge Diane Simpson | Ladislav Šrámek Alena Nejedlová |
| Mixed        | Edgar Michalowski Monika Cassens  | Duncan Bridge Diane Simpson | Dipak Tailor Helen Troke        |

## Finalergebnisse
| Disziplin    | Sieger                            | Finalist                    | Ergebnis     |
| ------------ | --------------------------------- | --------------------------- | ------------ |
| Herreneinzel | Michal Malý                       | Rolf Heyer                  | 15-11, 17-16 |
| Dameneinzel  | Helen Troke                       | Diane Simpson               | 11-4, 11-0   |
| Herrendoppel | Duncan Bridge Dipak Tailor        | Ulrich Rost Bernd Wessels   | 15-11, 15-11 |
| Dameneinzel  | Monika Cassens Angela Michalowski | Diane Simpson Helen Troke   | 15-7, 15-0   |
| Mixed        | Edgar Michalowski Monika Cassens  | Duncan Bridge Diane Simpson | 15-11, 15-8  |